# George Howard, 9:e earl av Carlisle
George James Howard, 9:e earl av Carlisle, född den 12 augusti 1843 i London, död 1911 på Brackland, Hindhead, Surrey, England, var en brittisk politiker och konstnär. Han var son till Charles Wentworth Howard och Mary Priscilla Harriet Parke, och sonson till George Howard, 6:e earl av Carlisle.
Han gifte sig 1864 med Rosalind Stanley (1845-1921), dotter till Edward John Stanley, Baron Stanley of Alderley.
George Howard var parlamentsledamot (liberal) 1879-1885. Han blev jur.dr. vid universitetet i Durham 1908. Han efterträdde sin ogifte farbror, William George Howard, 8:e earl av Carlisle som earl av Carlisle 1889. Han var känd som en duktig konstnär i prerafaelitisk stil.

## Barn
- Lady Mary Henrietta Howard (1865-1956), gift med George Gilbert Aimé Murray
- Charles James Stanley Howard, 10:e earl av Carlisle (1867-1912) , gift med Rhoda Ankaret L'Estrange (1867-1957)
- Lady Cecilia Maude Howard (1868-1947), gift med Charles Henry Roberts
- Hubert George Lyulph Howard (1871- d. i Omdurman, Sudan, 1898)
- Christopher Edward Howard, löjtnant (1873-1896)
- Oliver Howard (1875-1908), gift med Muriel Stephenson (d. 1952)
- Geoffrey William Algernon Howard (1877-1935), gift med Hon. Ethel Christian Methuen
- Michael Francis Stafford Howard, löjtnant (1880-1917), gift med Nora Hensman
- Lady Dorothy Georgiana Howard (1881-1968), gift med Francis Robert Eden, Baron Henley of Chardstock
- Elizabeth Dacre Howard (1883-1887)
- Lady Aurea Fredeswide Howard (1884-  ), gift 1:o 1923 med Denyss Chamberlaine Wace. Gift 2:o 1928 med major Thomas MacLeod.